# Almost Home
"Almost Home" é uma canção da cantora e compositora americana Mariah Carey, gravada para o filme da Disney intitulado Oz: The Great and Powerful. Foi composta por Carey, Simone Porter, Justin Gray, Lindsey Ray e foi produzida por ela própria junta a Tor Erik Hermansen e Mikkel Eriksen que formam a equipe Stargate, com a qual a cantora já havia trabalhado em outras faixas de álbuns anteriores. O lançamento digital da canção ocorreu no dia 19 de março de 2012, e nas estações de rádio australiana aconteceu no dia seguinte.
Trata-se de uma faixa dos gêneros pop e electropop, derivando elementos de R&B. Mariah Carey afirmou em uma entrevista que liricamente a canção "é um registro de sentir-se bem". As críticas após o lançamento da música foram em geral positivas, onde vocais da cantora foram enaltecidos. A canção teve um desempenho moderado nas paradas musicais, tendo se destacado em países como Bélgica e Coreia do Sul. A canção não conseguiu bom desempenho nos Estados Unidos, aparecendo apenas nas paradas R&B Songs e Hot Adult Contemporary Tracks da Billboard.
O videoclipe oficial do single, dirigido por David LaChapelle, foi divulgado em 8 de março de 2013 através do serviço VEVO. As cenas foram gravadas em preto e branco, onde ela aparece sentada em um banco. No vídeo, algumas cenas do filme foram usadas, nele podemos notar que a cantora faz movimentos giratórios com as mãos em frente a uma máquina de vento. O vídeo da canção "Almost Home" rendeu a Mariah Carey um nomeação a premiação do World Music Awards, na categoria "World's Best Video".

## Antecedentes
Mariah Carey já havia lançado a faixa "Triumphant (Get 'Em)" no dia 2 de agosto de 2012. No mesmo ano, a cantora foi contratada para atuar como jurada no American Idol por 18 milhões de dólares, logo depois foi publicado pela mídia que ela poderia estar trabalhando em seu próximo álbum de estúdio, sendo o décimo quarto de sua carreira. Em 6 de fevereiro de 2012, o jornal USA Today revelou que Carey estava trabalhando com Stargate em uma canção intitulada "Almost Home", e que essa faixa serveria como o primeiro single da trilha sonora para o filme Oz: The Great and Powerful. A música foi gravada em Nova Iorque no Roc The Mic Studios, foi feita uma parceria entre as gravadoras Def Jam Recordings e Disney Music Group para a campanha promocional do filme em qual a canção estava incluída. Em 14 de fevereiro de 2013, a cantora divulgou a capa do single em sua conta no Instagram, e no dia 17, liberou uma pequena parte de 30 segundos da canção em sua conta no SoundCloud, a versão completa da música foi divulgada no dia seguinte. A inspiração da cantora para compor a canção veio dos seus dois filhos Moroccan e Monroe que nasceram em 30 de abril de 2011 de 2012, Carey declarou ao VH1 Live: 
| “ | "Eu sempre adorei Disney, e agora especialmente tendo dois bebês — como tudo o que fazemos é assistir a filmes de animação, apesar de serem tão pequenos, eles ainda amá-los, especialmente Roc, meu menino". | ” |

## Composição
"Almost Home" foi produzida pela equipe Stargate, é uma música pop e electropop, com elementos dos gêneros musicais R&B, hip hop e EDM. Shirley Halperin do Hollywood Reporter comentou que os vocais de Carey ficam confortáveis e que ela desafia oitavas sobre melodias tocadas no piano, a canção também faz uso de cordas. Nos processos de gravações, realizaram algumas harmonias que por sua vez foram sobrepostas na música. De acordo com a partitura publicada pela Walt Disney Music Publishing, a canção possui um metrônomo de 84 batidas por minuto e é composta na chave de si bemol maior. Mariah Carey afirmou em uma entrevista que liricamente a canção "é um registro de sentir-se bem", ela canta: "Tive esperança em minhas duas mãos / Mas não haverá outra chance / Para encontrar o reino /Acredito em meu coração / Porque por debaixo do bem / Há algo maior do que você conhece".

## Recepção da crítica

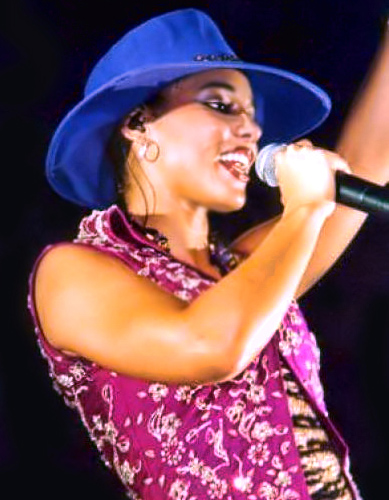
"Almost Home" foi comparada com a canção "No One" da cantora Alicia Keys.

"Almost Home" recebeu bastante críticas favoráveis dos críticos de música contemporânea. Kyle Anderson do Entertainment Weekly fez um comentário um pouco positivo sobre a música: "O corpo de Carey sobre o trabalho é bastante fenomenal — [...] faz um tempo desde que ela fez um single realmente transcendente. Ela ainda detém o recorde de mais músicas no topo das paradas por um artista solo na história. Porém este milênio tem sido fraco para ela, apesar de músicas como "Obsessed" e "Touch My Body" terem tido um bom desempenho nas paradas musicais. É um hino que não poderia ter sido cantado por mais ninguém, pelo menos para os primeiros três minutos. Jocelyn Vena da MTV News, comentou sobre a canção: " [...] os vocais assinados por Carey voam sobre o trabalho da produção espumante de Stargate. Melinda Newman do HitFix considerou a instrumentação como "brega", e comentou que a cantora parece entediada cantando a música, com seus vocais sendo fortemente achatados. Mikael Wood do Los Angeles Time  disse que a música não é tão poderosa como Carey nas canções "Always Be My Baby" (1995) ou "We Belong Together" (2005). Jody Rosen da revista Rolling Stone considerou o refrão da música como "infeccioso".
Jessica Sager do PopCrush premiou canção com quatro estrelas e meia de cinco e comentou: "Mariah Carey está  ironicamente fazendo um retorno muito mais triunfante com "Almost Home" do que ela fez com a própria "Triumphant (Get 'Em)". A música é um retorno à forma pela diva de múltiplas-oitavas. Sager afirmou que os vocais da cantora estão como no início de sua carreira [...] A música lembra seus singles dos anos 90 quando ela estava no auge. Bill Lamb do About.com elogiou a canção, concedendo-lhe quatro estrelas de cinco: "Os fãs de Carey ficarão satisfeitos quando ouvirem "Almost Home". Ela está com a voz mais forte [...] a música está bem aconchegada na longa tradição de canções da trilha sonora da Disney. Não há novos caminhos quebrados, mas esta gravação é sólida e agradável. Lamb concluiu que "a voz de Carey [foi] enterrada pela produção no lançamento da faixa anterior. "Almost Home" tem seu canto em voz plena que lembra muito de seus hits passados". Sal Cinquemani da Slant Magazine disse que com "Almost Home" e "Triumphante (Get 'Em)", Carey ainda é "á rainha do jogo seguro", seus vocais são muito ajustados a ponto de serem praticamente irreconhecíveis. Cinquemani escreveu que a canção foi "super produzida", comparando-a com a faixa "No One" da cantora Alicia Keys.

## Lista de faixas
| Download digital |                                |         |  |
| N.º              | Título                         | Duração |  |
| 1.               | "Almost Home" (Single Version) | 3:47    |  |

## Videoclipe

Foto retirada do trailer do filme, esse lugar é mostrado algumas vezes durante o vídeo da canção.

Após o anúncio do single, foi revelado que Carey tinha gravado um vídeo da música produzido por David LaChapelle, que já havia trabalhado com ela no vídeo musical do single "Loverboy" (2001). Em 19 de fevereiro de 2013, um pequeno pedaço do videoclipe foi apresentado no programa de televisão norte-americano Good Morning America. O videoclipe foi lançado no dia 8 de março de 2013 através de sua conta no VEVO. No vídeo, Carey se encontra enroupada por um longo e justo vestido preto. O fotógrafo e diretor incorpora imagens das fantasias demonstradas no filme. O vídeo contou com diferentes efeitos. No início do vídeo a cantora se encontra em uma cenário com efeitos em preto e branco, sentada em um banco alto e logo levanta-se. Em diversos momentos o vídeo demostra imagens do filme, e ficam por conta dos efeitos de luzes as maiores movimentações no cenário. Imagens de Carey cantando e as fantasias do filme como bruxas e macacos voadores se alternam, em seguida uma máquina de vento faz com que os cabelos dela flutuem no ar. Ela fica sensual e atraente, então ela continua a cantar em frente á maquina de vento, desta vez, levantando as mãos e fazendo movimentos giratórios com elas.

## Desempenho nas tabelas musicais
Após o lançamento oficial em março de 2013, a canção conseguiu desempenhar-se em diversas paradas musicais ao redor do mundo. Nos Estados Unidos conseguiu alcançar posições razoáveis em algumas paradas da Billboard, na R&B Songs subia a posição de número 18, na  Adult Contemporary conseguiu a vigésima terceira posição. Ainda nesse país a faixa posicionou-se na vigésima non posição na R&B/Hip-Hop Digital Songs. Até o dia 4 de março de 2013, o single havia vendido 19 mil cópias apenas na região norte-americana. A canção estrou na parada belga na nonagésima segunda posição em 23 de fevereiro de 2013. Mais tarde conseguiu subir a décima segunda colocação, até então o melhor pico da canção na parada Ultratip (Flanders). Na mesma região do país, o compacto conquistou a vigésima quarta posição na Urban. Na Croácia, a música conquistou a colocação de número 86. Na Coreia do Sul o single estreou na quinta posição na Gaon International Singles Chart, estreando com mais de 17 mil downloads digitais. Na Espanha, a faixa desempenhou-se na quadragésima primeira posição na parada mais exitosa do país. No Japão, a canção conseguiu a posição de número 59 na parada Japan Hot 100.

### Posição
| Parada (2013)                                            | Melhor posição |
| -------------------------------------------------------- | -------------- |
| Bélgica - Ultratip (Flanders)                            | 8              |
| Bélgica - Urban (Flanders)                               | 2              |
| Líbano - Lebanese Top 20                                 | 10             |
| Coreia do Sul - Gaon International Singles Chart         | 5              |
| Espanha - Top 50 Canciones                               | 41             |
| Estados Unidos - R&B Songs Billboard                     | 18             |
| Estados Unidos - Hot Adult Contemporary Tracks Billboard | 23             |
| Estados Unidos - R&B/Hip-Hop Digital Songs Billboard     | 29             |
| França - French Singles Chart                            | 185            |
| Japão - Japan Hot 100                                    | 59             |
| Japão - Japan Digital e Airplay Overseas                 | 12             |
| Japão - Japan Adult Contemporary Airplay                 | 26             |

## Histórico de lançamento
| País           | Data                    | Formato                | Gravadora           |
| -------------- | ----------------------- | ---------------------- | ------------------- |
| Austrália      | 19 de fevereiro de 2013 | Download digital       | Walt Disney Records |
| Brasil         | 19 de fevereiro de 2013 | Download digital       | Walt Disney Records |
| Bélgica        | 19 de fevereiro de 2013 | Download digital       | Walt Disney Records |
| Dinamarca      | 19 de fevereiro de 2013 | Download digital       | Walt Disney Records |
| Estados Unidos | 19 de fevereiro de 2013 | Download digital       | Walt Disney Records |
| Finlândia      | 19 de fevereiro de 2013 | Download digital       | Walt Disney Records |
| França         | 19 de fevereiro de 2013 | Download digital       | Walt Disney Records |
| Itália         | 19 de fevereiro de 2013 | Download digital       | Walt Disney Records |
| Espanha        | 19 de fevereiro de 2013 | Download digital       | Walt Disney Records |
| Irlanda        | 19 de fevereiro de 2013 | Download digital       | Walt Disney Records |
| Reino Unido    | 19 de fevereiro de 2013 | Download digital       | Walt Disney Records |
| Austrália      | 20 de fevereiro de 2013 | Contemporary hit radio | Island Records      |

## Créditos
Lista-se abaixo os profissionais envolvidos na elaboração de "Almost Home".
- Gravado no Roc the Mic Studios, em New York City.
- Escritor – Mariah Carey, Simone Porter, Justin Gray, Lindsey Ray, Tor Erik Hermansen, Mikkel Eriksen
- Produção, instrumentos, programação – Def Jam, Disney Music Group